# Ludowe Zgromadzenie Doradcze
Ludowe Zgromadzenie Doradcze Republiki Indonezji (indonez. Majelis Permusyawaratan Rakyat Republik Indonesia) – konstytucyjny organ w indonezyjskim porządku prawnym składający się z obradujących wspólnie przedstawicieli Ludowej Izby Reprezentantów oraz Regionalnej Rady Reprezentantów.

## Historia
Organ pojawił się w indonezyjskim porządku prawnym wraz z powrotem do ustawy zasadniczej z 1945 roku. Decyzja ta została podjęta przez prezydenta Sukarno 5 czerwca 1959 roku. Pierwsze posiedzenie zgromadzenia odbyło się w dniach 10 listopada – 7 grudnia 1960 roku w Bandungu. W skład izby wchodziło 257 przedstawicieli Ludowej Izby Reprezentantów, 241 przedstawicieli grup funkcyjnych oraz 118 osób reprezentujących władze lokalne. Skład organu ulegał zmianom na przestrzeni lat, ewoluując do rangi najważniejszego organu władzy przedstawicielskiej w państwie. Ostatecznie na podstawie poprawki konstytucyjnej z 2004 roku, zgromadzenie obu izb przestało być określane jako najważniejszy organ państwowy.

## Tryb funkcjonowania
Ludowe Zgromadzenie Doradcze zbiera się raz na pięć lat w Dżakarcie. W organu wchodzi 560 przedstawicieli izby niższej oraz 132 przedstawicieli izby wyższej indonezyjskiego parlamentu. Decyzje podejmuje się większością głosów.

## Uprawnienia
Indonezyjski system prawny wymienia Ludowe Zgromadzenie Doradcze jako organ mający uprawnienia w następujących kwestiach:
- uchwalenie i zmiana konstytucji;
- przyjęcie ślubowania od prezydenta i wiceprezydenta;
- pociągnięcie do odpowiedzialności konstytucyjnej prezydenta i wiceprezydenta;
- wybór prezydenta i wiceprezydenta w przypadku opróżnienia urzędu lub wakatu.